# Петър Мусевич
Петър Тодоров Мусевич-Бориков е български общественик и книжар, деец на Българското възраждане в Македония.

## Биография
Мусевич е роден на 8 юни 1840 година в Татар Пазарджик. Учи в родния си град (до 1858) при учителя Юрдан Ненов и в Пловдив (1859) при Йоаким Груев, а по-късно в протестантско-мисионерско училище и Робърт колеж в Цариград. От 1864 година е пътуващ книжар из Македония. В продължение на пет години с цената на много лишения, той обикаля из Битолския и Солунския вилает и разпространява българска литература и проповядва за обучение на български език. Сътрудничи на вестник „Македония“. Временно се увлича от протестантството и е негов активен проповедник.
В 1869 година Мусевич се сдобива със султански ферман, който му дава правото да събира старини за Императорския музей в Цариград. Установява в Битоля, където в началото на 1871 година отваря българо-румънска книжарница. В нея освен на български и румънски език, се продават и книги на турски, френски, италиански, гръцки, както и картини по българска история, географски карти и атласи. В началото на август 1871 година е инициатор и организатор на Учителския събор в Прилеп. Той е основател и деловодител е на Българското благодетелно братство „Просвещение“ (1872-1875). Преследван от турските власти покрай въстанието в Босна и Херцеговина, след дълги митарства през 1876 година е арестуван в родния си град. Заради участието му в революционното движение Мусевич е хвърлен в Пловдивския затвор и осъден на смърт. По-късно султански указ отменя присъдата. Благодарение на застъпничеството на английския консул в Цариград е освободен от затвора. През пролетта на 1877 година бяга в Русия. По време на Руско-турската война от 1877 - 1878 година работи в Руския червен кръст.
След Освобождението през 1878 година заема различни служби в София. В края на 80-те години Мусевич, както и други проруски ориентирани общественици, емигрира в Одеса. В началото на 1889 година под ръководството на Светослав Миларов-Сапунов се включва в конспиративна група, която си поставя за цел убийството на княз Фердинанд. Скоро обаче групата се отказва от начинанието. От 1890 до 1895 година е секретар е на български църковни общини в Македония и екзархийски училищен инспектор.
Умира на 14 юли 1914 година в София.